# سميحة (اسم)
سميحة هو اسم علم مؤنث من أصل عربي، ومعناه هو صفة مشبهة، من النباهة الفطينة الشريفة المتيقظة الذكية.

## شخصيات تحمل الاسم
- سميحة أويش (سياسية تركية، 1960 – )
- سميحة أيفردي (كاتبة تركية، 25 نوفمبر 1905[3] – 22 مارس 1993[3])
- سميحة أيوب (ممثلة مصرية، 8 مارس 1930 – )
- سميحة بيركسوي (مغنية تركية، 1910 – 15 أغسطس 2004[4][5])
- سميحة توفيق (ممثلة مصرية، 13 مايو 1928 – 11 أغسطس 2010)
- سميحة خريس
- سميحة خليل (سياسية فلسطينية، 1923 – 26 فبراير 1999)
- سميحة فوزي (القرن 20 – )
- سميحة يانكه (مغنية تركية، 15 يناير 1958 – )
- سميحة يلدرم (1954 – )

## وصلات خارجية
- موسوعة السلطان قابوس لأسماء العرب نسخة محفوظة 5 أبريل 2019 على موقع واي باك مشين.